# Рекарі
Рекарі (рум. Răcari) — місто у повіті Димбовіца в Румунії. Адміністративно місту підпорядковані такі села (дані про населення за 2002 рік):
- Беленешть (210 осіб)
- Гергань (804 особи)
- Гімпаць (869 осіб)
- Колаку (1045 осіб)
- Мавродін (1053 особи)
- Себієшть (524 особи)
- Стенешть (222 особи)

Місто розташоване на відстані 35 км на північний захід від Бухареста, 40 км на південний схід від Тирговіште, 115 км на південь від Брашова.

## Населення
За даними перепису населення 2002 року у місті проживали 6892 особи.
Національний склад населення міста:
| Національність | Кількість осіб | Відсоток |
| -------------- | -------------- | -------- |
| румуни         | 6741           | 97,8%    |
| цигани         | 147            | 2,1%     |
| німці          | 3              | < 0,1%   |
| євреї          | 1              | < 0,1%   |

Рідною мовою назвали:
| Мова      | Кількість осіб | Відсоток |
| --------- | -------------- | -------- |
| румунська | 6804           | 98,7%    |
| циганська | 84             | 1,2%     |
| німецька  | 4              | 0,1%     |

Склад населення міста за віросповіданням:
| Релігія                                       | Кількість осіб | Відсоток |
| --------------------------------------------- | -------------- | -------- |
| православні                                   | 6801           | 98,7%    |
| п'ятдесятники                                 | 70             | 1,0%     |
| адвентисти                                    | 12             | 0,2%     |
| греко-католики                                | 2              | < 0,1%   |
| лютерани (Синодально-пресвітеріанська церква) | 2              | < 0,1%   |
| римо-католики                                 | 1              | < 0,1%   |
| баптисти                                      | 1              | < 0,1%   |
| юдеї                                          | 1              | < 0,1%   |
| не вказали релігію                            | 2              | < 0,1%   |

## Зовнішні посилання
- Дані про місто Рекарі на сайті Ghidul Primăriilor [Архівовано 5 грудня 2009 у Wayback Machine.]